# Béatrice Bonifassi
Béatrice Bonifassi, também conhecida como Betty Bonifassi (Nice, 1971), é uma cantora franco-canadense. Na década de 1990, a parceria com Benoît Charest e Maxime Morin a tornou conhecida por canções como "Belleville Rendez-vous"; entre 2006 e 2010, entrou na banda Beast, ao lado de Jean-Philippe Goncalves. Na carreira solo, despontou-se após 2011, com performances no Les FrancoFolies de Montréal.